# Dioptis
Dioptis is een geslacht van vlinders van de familie tandvlinders (Notodontidae), uit de onderfamilie Dioptinae.

## Soorten
- D. aeliana Bates, 1862
- D. angustifacia Hering, 1925
- D. areolata Walker, 1854
- D. candelaria Druce, 1885
- D. climax Prout, 1918
- D. columbiana Hering, 1890
- D. cyma Hübner, 1818
- D. charila Druce, 1893
- D. charon Druce, 1893
- D. cheledonis Druce, 1893
- D. dentistriga Hering, 1925
- D. egla Druce, 1893
- D. ilerdina Bates, 1862
- D. incerta Hering, 1925
- D. indentata Hering, 1925
- D. leucothyris Butler, 1876
- D. meon Cramer, 1775
- D. onega Bates, 1862
- D. pallene Druce, 1893
- D. paracyma Prout, 1918
- D. pellucida Warren, 1901

- D. peregrina Hering, 1925
- D. phelina Felder, 1874
- D. proix Prout, 1918
- D. restricta Warren, 1918
- D. roraima Druce, 1893
- D. stenothyris Prout, 1918
- D. symoides Strand, 1914
- D. tessmanni Hering, 1925
- D. trailii Butler, 1877
- D. uniguttata Warren, 1901
- D. zarza Dognin, 1894